# Hugh O'Brian
Hugh O'Brian (Rochester, 19 april 1925 – Beverly Hills, 5 september 2016) was een Amerikaanse acteur en filantroop.

## Biografie
O'Brian was van Duitse afkomst. Hij werd geboren als Hugh Charles Krampe op 19 april 1925 in Rochester (New York) als zoon van Hugh John Krampe en Edith Lilian Marks. Hij stopte met zijn studie aan de Universiteit van Cincinnati om vier jaar lang bij de U.S. Navy te dienen tijdens de Tweede Wereldoorlog. Na de oorlog schreef hij zich in 1947 in aan de UCLA en kwam per toeval terecht bij een kleine theatergroep waar hij zijn eerste rollen speelde.
Tijdens een optreden aan de UCLA werd hij ontdekt door regisseur en actrice Ida Lupino, die hem castte voor haar film Never Fear (1949). Zijn sterke prestatie in de film leidde tot een contract bij Universal. Het jaar daarop speelde hij een navigator in de sciencefictionfilm Rocketship X-M. In de jaren vijftig speelde O’Brian bijrollen in grote producties, zo stond hij naast Marilyn Monroe in de musical There's No Business Like Show Business  en speelde hij Spencer Tracy’s zoon in de western Broken Lance. In kleinere films speelde hij ook zelf de hoofdrol. Voor zijn rol in de western The Man from the Alamo ontving hij in 1954 de Golden Globe Award in de categorie Beste Nieuwkomer. Hij had ook opmerkelijke bijrollen in Agatha Christie's Ten Little Indians (1965) en in John Wayne's laatste film The Shootist (1976).
Op televisie was hij vooral bekend van zijn hoofdrol als Wyatt Earp in de populaire westernserie The Life and Legend of Wyatt Earp, waarvan in totaal 227 afleveringen werden geproduceerd tussen 1955 en 1961. Het was de eerste westernserie die zich voornamelijk richtte op een volwassen publiek. Van 1972 tot 1973 had hij nog een hoofdrol op televisie in de actieserie Search. Daarnaast speelde hij ook gastrollen in televisieseries als The Virginian, Charlie's Angels, Murder, She Wrote en Fantasy Island. Voor zijn bijdrage aan de televisie-industrie kreeg Hugh O'Brian in 1960 een ster op de Hollywood Walk of Fame.
O'Brian speelde ook in theaterproducties en stond twee keer op Broadway, waaronder in een toneelversie van Destry Rides Again waar hij tijdelijk inviel voor hoofdrolspeler Andy Griffith.
Op 25 juni 2006 trouwde O'Brian op 81-jarige leeftijd met Virginia Barber, met wie hij al 18 jaar samen was. Het was zijn eerste en enige huwelijk. O'Brian stierf op 5 september 2016 in zijn huis in Beverly Hills op 91-jarige leeftijd.

## Filantropie
Na een ontmoeting met Albert Schweitzer richtte O'Brian in 1958 de Hugh O'Brian Youth Leadership Foundation (HOBY) op, een organisatie die tot doel heeft om jongeren te inspireren tot een leven gewijd aan leiderschap en innovatie. HOBY sponsort jaarlijks 10000 tweedejaars middelbare scholieren via zijn meer dan 70 leiderschapsprogramma's in de Verenigde Staten en in 20 andere landen. Sinds de oprichting hebben meer dan een half miljoen jongeren deelgenomen aan HOBY-gerelateerde programma's.